# Hanting
Der Stadtbezirk Hanting (chinesisch 寒亭区, Pinyin Hántíng Qū) ist ein Stadtbezirk in der ostchinesischen Provinz Shandong. Er gehört zur bezirksfreien Stadt Weifang. Hanting hat eine Fläche von 1.244 km² und zählt 424.106 Einwohner (Stand: Zensus 2010).

## Administrative Gliederung
Auf Gemeindeebene setzt sich der Stadtbezirk aus fünf Straßenvierteln und zwei Großgemeinden zusammen. 